# Karl Landsteiner
Karl Landsteiner (Viena, 14 de junio de 1868-Nueva York, 26 de junio de 1943) fue un patólogo y biólogo austriaco, conocido por haber descubierto y tipificado los grupos sanguíneos. Se le concedió el Premio Nobel de Fisiología o Medicina en el año 1930. 

## Biografía
Landsteiner nació en Viena el 14 de junio de 1868, hijo único de una familia austriaca de origen judío. Su padre Leopold Landsteiner, fue un conocido periodista y editor, que murió cuando Karl tenía seis años. Su madre se llamaba Fanny Hess.
Estudió medicina en Viena entre 1885 y 1891, año en el que se graduó. Desde el principio se interesó por los estudios de química, gracias a la influencia de Ernst Ludwig (1842-1915). Con el fin de mejorar su formación en este campo pasó un largo periodo de tiempo en Alemania y Suiza en los laboratorios de Arthur Rudolf Hantzsch (1857-1935), en Zúrich; Hermann Emil Fischer (1852-1919), en Wurzburg; y con Eugen von Bamberger (1858-1921) en Múnich. Durante estos años publicó varios trabajos.
Landsteiner, de origen judío, se convirtió al catolicismo en 1890, en 1916 contrajo matrimonio con Leopoldine Helene Wlasto, de origen griego y fe ortodoxa, quien se convirtió, también, a la fe de su esposo. En 1917 nació su hijo Ernst Karl.

## Carrera académica
Realizó su licenciatura y doctorado en medicina en su ciudad natal. Al terminar sus estudios, trabajó en los Laboratorios de Química Médica de Zúrich. En la Universidad de Viena ocupó la cátedra de anatomía patológica. De 1908 a 1920, se encargó de la preparación de las disecaciones en el Wilhelminenspital de Viena, y en 1911 prestó juramento como profesor asociado de Anatomía Patológica.
En ese lapso descubrió –en cooperación con Erwin Popper– el carácter infeccioso de la poliomielitis, aislando en 1908 el poliovirus. En reconocimiento a este descubrimiento revolucionario, que constituyó la base para la lucha contra la polio, ingresó póstumamente en el Polio Hall of Fame de Warm Springs (Georgia), en enero de 1957.
Karl enseñaba por entonces anatomía patológica en la Universidad de Viena. Uno de sus campos de investigación fue la genética de la sangre humana, que comparó con la de los simios. Observó que, al mezclar la sangre de dos personas, en ocasiones los glóbulos rojos se aglutinaban formando grumos visibles. Analizó la sangre de un total de 22 personas, incluyendo la suya y la de cinco colaboradores de su laboratorio. Para ello, primero separaba el suero de la sangre total, después lavaba los glóbulos rojos y los sumergía en una solución de suero salino fisiológico. Finalmente, ensayaba cada suero con los diferentes glóbulos rojos obtenidos y tabulaba los resultados. Llegó así a descubrir tres tipos distintos de hematíes, denominados A, B y O, que generaban reacciones de aglutinación. Estos hallazgos los realizó en Viena hacia 1901.
Dos años más tarde, dos discípulos suyos, Alfredo de Castello y Adriano Sturli, analizaron 155 muestras (de 121 pacientes y 34 controles sanos) y descubrieron un cuarto grupo, al que llamaron AB.
La sangre humana posee de forma natural unas moléculas conocidas como anticuerpos, capaces de reaccionar con otras moléculas de los glóbulos rojos llamadas antígenos o aglutinógenos, produciendo como resultado de la interacción antígeno-anticuerpo su aglutinación. Estos anticuerpos o isoaglutininas (que no existen en el tipo AB) son las responsables de la incompatibilidad de las transfusiones sanguíneas si no se selecciona o se tipa (como se dice técnicamente en el argot del laboratorio) la sangre a transfundir del donante. 
En 1911, Ottenberg  acuñó el término de “donante universal” para el grupo O, por carecer de antígenos en los eritrocitos. En 1908, Epstein y Ottenberg sugieren que los grupos sanguíneos son hereditarios. En 1910, E. von Dungern y L. Hirszfeld descubrieron que la herencia de estos grupos sanguíneos sigue las leyes de Mendel, con un patrón dominante para los tipos A y B.
Tras permanecer en La Haya tres años, en 1922 se trasladó a Nueva York para trabajar en el Rockefeller Institute for Medical Research, en calidad de médico investigador.
En 1927, inmunizando conejos junto a Philip Levine, Landsteiner descubrió tres antígenos más (M, N y P) similares a los de los grupos A y B. Pero, a diferencia de estos, su presencia en los hematíes no supone la existencia en la sangre humana normal de aglutininas naturales.
En 1940, junto con Alexander Salomon Wiener, descubrió otro antígeno en los hematíes al que bautizó como factor Rh, por haberse hallado en el suero de conejos inmunizados con sangre procedente de un mono de la India, el macaco Rhesus (Macaca mulatta).
Descubrió el Grupo sanguíneo#Herencia del factor Rh. Un niño que tiene el factor Rh, es decir, es Rh+, puede inmunizar a su madre Rh- durante la gestación. Esta desarrolla anticuerpos específicos anti-Rh que pueden, en su segundo embarazo, atravesar la placenta y producir el aborto o una enfermedad hemolítica en el recién nacido que cursa con ictericia, la temible eritroblastosis fetal. Más tarde, Ronald A. Fisher describió otros sistemas de antígenos eritrocitarios y hoy en día se conocen un total de hasta 42 antígenos distintos en los glóbulos rojos humanos. 
Gracias a sus trabajos pioneros en inmunohematología se estableció la compatibilidad sanguínea entre las distintas sangres de los seres humanos. 
El descubrimiento de los grupos sanguíneos por Karl Landsteiner, del que se cumplió el primer centenario en 2016, facilitó la labor de la justicia al permitir los análisis periciales en casos de litigio de paternidad y, lo que es más importante, hizo posible las transfusiones sanguíneas seguras basadas en criterios científicos, evitando los temibles accidentes postransfusionales (hemólisis o destrucción de los glóbulos rojos y lesiones renales) por falta de compatibilidad sanguínea. 
El checo Jan Janský descubrió simultáneamente los grupos sanguíneos humanos en 1907. En la época, el descubrimiento pasó casi desapercibido, pero en 1921 una comisión médica reconoció su importancia. Su clasificación usaba numerales romanos, a saber: grupos I, II, III y IV. Esta nomenclatura se utilizó en los países de Europa Oriental y en la antigua Unión Soviética.

## Legado

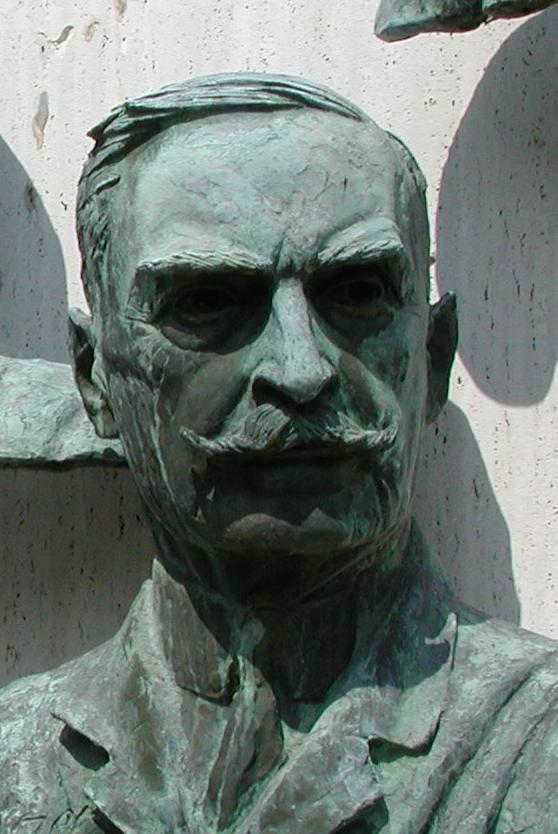
Busto de bronce de Karl Landsteiner, en el llamado Salón de la Fama de la Polio, en el Instituto Roosevelt de Rehabilitación, Warm Springs, Georgia.

- Las primeras transfusiones con los criterios de compatibilidad de Landsteiner se realizaron en el Hospital Monte Sinaí de Nueva York en 1907, realizadas por el cirujano Reuben Ottenberg.[12]

- En Buenos Aires (Argentina), el 9 de noviembre de 1914, E. Merlo, a la sazón administrador académico de la Clínica Médica de la Universidad de Buenos Aires, realizó con éxito la primera transfusión indirecta en un ser humano utilizando el método del Dr. Luis Agote. El donante fue R. Mosquera, un portero del establecimiento.[13]

- En 1916, en el mencionado hospital Monte Sinaí, el cirujano Richard Lewisohn utilizó con éxito el anticoagulante citrato sódico para conservar las muestras refrigeradas durante dos o tres semanas, lo que abrió la posibilidad de almacenar la sangre en bancos. Las transfusiones con este método salvarían miles de vidas durante la Primera Guerra Mundial.[14]

- Desde entonces, numerosos investigadores como Alexis Carrel, George Washington Crile, y Lester J. Unger pusieron a punto nuevas  técnicas para optimizar la transfusión sanguínea.[7]

- En 1930, las aportaciones de Landsteiner obtuvieron reconocimiento internacional de la comunidad científica, cuando fue galardonado por la Academia Sueca con el Premio Nobel de Medicina y Fisiología.
- La fecha Día Mundial del Donante de Sangre conmemora el nacimiento de Karl Landsteiner.[15]

## Eponimia
- El cráter lunar Landsteiner lleva este nombre en su memoria.[16]